# بيلي ديكسون
بيلي ديكسون (بالإنجليزية: Billy Dixon)‏ (12 فبراير 1941 بدبلن في جمهورية أيرلندا - ) هو لاعب كرة قدم أيرلندي في مركز الوسط. لعب مع درودا يونايتد ونادي شامروك روفرز وووترفورد يونايتد ونادي درومكوندرا ‏ وبوسطن روفرز ‏ ودوري أيرلندا الحادي عشر ‏.

## وصلات خارجية
- بيلي ديكسون على موقع قاعدة بيانات كرة القدم.إي يو (الإنجليزية)
- بيلي ديكسون على موقع عالم كرة القدم.نت (الإنجليزية)